# キム・ヒチョル
ヒチョル（朝: 희철、1983年7月10日  - ）は、韓国の歌手、俳優、タレントである。男性アイドルグループSUPER JUNIORのメンバーであり、リードボーカル、サブラッパー担当。SMエンタテインメント所属。愛称は、レラ、ヒニム、シンデレラ、宇宙大スター。

## 来歴
2002年にSMcastingsystemにてオーディションに合格、2003年にSMエンタテインメントと契約を結び練習生になった。SUPER JUNIOR結成前はカンイン、東方神起のユンホ、JYJのジェジュンと4人組（4Seasons）グループを組んでいた。2005年11月6日、SUPER JUNIORのメンバーとしてデビュー。2007年2月から2008年5月まで、SBS人気歌謡の第16代目MCを担当。2007年2月23日、SUPER JUNIORのメンバー6人で構成されたSUPER JUNIOR-Tのメンバーとしての活動も開始した。
2006年8月10日メンバーのドンヘの父の葬儀の帰りに交通事故に遭い、左足大腿部と両足首を骨折。11月25日にMKMF2006で復帰。約2年間、左足付根から膝にかけて金属が入っていたが、2008年6月18日に金属除去手術を受けた。1年間ほど出演していたMBC「レインボーロマンス」は11月5日、243回で終了。車イス姿で出演した。2008年近視のためレーシック手術を受けた。また、鼻の骨が事故で折れた際に整形手術を行ったが、以前より少し低くなっている。
2011年9月1日に忠南論山陸軍訓練所に入所。2013年8月30日、招集解除。除隊後2014年から「私たち結婚しました」のグローバル版で台湾のアイドルグループDream Girlsのパフ・クオと仮想結婚し夫婦生活やデートの様子などの撮影が開始された。SUPER SHOW 5にも途中から参加し、グループ活動に復帰した。
足のケガのため曲の途中のラップパートのみの参加が主となっている。2024年のハーフタイムショーには不参加となった。

## 人物
- 出身：韓国江原道横城郡
- 身長：180cm、血液型：AB型
- 家族構成：父、母、姉
- 愛称：自称「宇宙的大スター」。ニックネームは「レラ」（シンデレラの「レラ」）、ヒニム（ヒ様と言う意味）。日本ではそのままレラ様、ヒ様と呼ばれたりもする。彼はファンを「花びら」と呼んでいる。

- 学歴
  - 原州工業高等学校
  - 尚志大学校コンピュータデータ情報学科学士
  - 尚志嶺西大学校観光英語通訳科学士
  - 靑雲大学校情報商業大学院 放送音楽学修士課程 修了
- チョ・ソンモの大ファン[2]。Wonder Girlsのソヒの熱烈なファンでもある[4]。
- 東方神起のユノの彼女と間違えられたことがあるほか、女性用トイレに入り、自らが男性とバレないか確認した事がある。その際、「背が高い」と言われただけで男性とは思われなかった。
- レディーガガにかなりの親近感を抱いておりコンサートでもレディーガガの女装をしたことがある。
- 新世紀エヴァンゲリオンのアスカが大好きであり、フィギュアを飾ったりしている[5]。またアスカの抱き枕も所有しており、公益勤務中にDJを担当していたラジオでは、その抱き枕を抱いて登場したこともある。また自身のSNSでもアスカにふれることは多く、アスカのTシャツを着用した姿も公開されている。またSUPER SHOW 6の大阪公演では、アスカのコスプレを披露。アスカの無愛想な表情も完璧にコピーしたが、アスカのそういったキャラクターを知らないイトゥクは、ヒチョルが怒っていると思い、ファンが誤解しないか不安がった。
- ラーメンが大好物で、「ラーメンたべにきて、ついでにライブやってるよ」と発言するほどである。
- ライブ等ではヒチョル特有の挨拶がある。彼が「サーランヘーヨー（愛してる）」と叫ぶと、ファンが「キムヒーチョル」「ウーユーピッカル」「キムヒチョル！」（ウユピッカルとは色白のイケメンに対して使われる言葉。＝イケメンキムヒチョル！というようなニュアンス）」と返すのがお約束である。この挨拶は、カンインが考案した。さらに日本ではこれに加え、ラブライブ!の「矢澤にこ」の合言葉「にっこにっこにー」をアレンジし、ヒチョルが「あなたのヒチョルがー？」と日本語で聞くと、会場のファンが「にっこにっこにー」と返すのがお約束となっている。ウニョクがまねをするほどの定番である。

- 2020年1月2日、アイドルグループTWICEのモモと事務所公認の交際を発表。[6]しかし、1年6ヶ月後の2021年7月8日、破局したことが双方の事務所より発表された。

## 作品

### ソロ

#### デジタルシングル
- 『옛날 사람 (Old Movie)』（2019年）

#### OST
- 「家族」（2006年04月07日）※コーラス参加 -『不良家族』OST
- 「Don't Walk Away」（2008年10月15日）- ミュージカル 『XANADU（ザナドゥ）』OST
- 「チョビョル」（2009年10月30日）-『千万回愛しています』OST

#### コラボ楽曲
- キム・ジャンフン×ヒチョル「Breakups are So Like Me」[7]
- ミン・ギョンフン×ヒチョル「ナビジャム」（2016年）[8]
- ミン・ギョンフン×ヒチョル「後遺症」（2018年）
- ミン・ギョンフン×ヒチョル「ハンリャン（閑良）」（2020年）

#### 書籍
- 『MY RAMEN-FUL LIFE 〜今日、ラーメン食べに行こう！北海道編〜』（2017年）[9]

### M&D（Midnight and Dawn）
ヒチョル＆ジョンモ（TRAX）によるユニット。

#### シングル
- 『뭘봐 (Close Ur Mouth)』（2011年6月）

#### アルバム
- 『家内手工業』（2015年4月20日）

## 出演

### 番組MC
- KMTV『Show! Music Tank』（2005年）
- SBS『SBS人気歌謡』（2007年2月25日 - 2007年10月7日、2007年11月11日 - 2008年5月4日）
- SBS『対決!8:1』（2008年）
- SBS『ドリームコンサート』（2008年）
- MBC『黄金漁場-ラジオスター』（2010年）
- JTBC『ソル戦』（2013 - 2014年）
- MBC『願いを言ってみて』（2014年）
- 中国・浙江衛星『一路上有你』（2015年）
- tvN『水曜美食会』（2015年）
- KBS『A Style For You』（2015年）
- O'live TV『MAPS』（2015年）
- JTBC『知ってるお兄さん』（2015年 - ）
- tvN『人生酒場』（2016年 - 2019年）
- SBS『おいしさの広場』（2019年 -2021年）
- MBN『韓国に惚れる-国際夫婦』（2021年- ）

### ドラマ
- シャープ2（2005年、KBS 2TV）
- ラブホリック（2005年、KBS）
- レインボーロマンス（2006年、MBC）
- 不良家族（2006年、SBS）
- 黄金の新婦（2007年、SBS）
- 千万回愛してます（2009年、SBS）
- カムバック マドンナ〜私は伝説だ（2010年、SBS）（第15話カメオ出演）
- 青春旋律（2011年、CCTV）
- 相続者たち（2013年、SBS）- 本人役（第4話特別出演）
- 花じいさん捜査隊（2014年、tvN）

### 映画
- 『花美男（イケメン）連続ボム事件』（2007年7月26日公開）

### CF
- オットゥギ（2006年）
- ペペロ（2006年）
- Spris（2006年）
- Sunkist（2007年）
- ME-WON（2016年）
- Gmarket（2017年）
- ケンポナシ茶（2018年）
- Dr.Groot（2018年）
- WHIA（2020年）[10]

### ラジオ
- ヤングストリート（2005年11月1日 - 2011年6月26日、SBSパワーFM）ヒチョルがDJをやっていたのは26日までだが、アイドルのクァンヒとジュエリーのイェウォンが代役をし、その後除隊したBoomがDJになった
- ソウル城東区ネット放送局『ヒチョルの城東cafe』DJ（2012年1月20日 - 2012年5月18日、2013年1月14日 - 2013年7月26日）

### MV
- マゴルピ（Magolpy）「飛行少女 (Flying girl)」（2007年）
- TRAX「Let You Go」（2010年）
- SISTAR「Shady Girl」（2010年）

### 各種SNS
- kimheenim (@kimheenim) - Instagram
- 김희철キムヒチョル - YouTube
- 希天才 - 新浪微博（簡体字中国語）

### 公式サイト
- SUPER JUNIOR公式サイト（日本語）
- SM Entertainment公式サイト（朝鮮語）